# Lykke Li
Lykke Li (prononcé en suédois [ˈlʏˌkɛ ˈliː]), de son nom complet Lykke Li Timotej Svensson Zachrisson née le 18 mars 1986 à Ystad, est une chanteuse et auteure-compositrice suédoise. Sa musique mélange éléments de musiques pop, indie pop et électroniques ; de nombreux types d'instruments, incluant violons, synthétiseurs, tambourins, trompettes, et saxophones.

## Biographie
Li Lykke Timotej Svensson est née à Ystad, Skåne, en Suède ; sa mère  décédée d' un cancer au cerveau en 2015, est photographe de profession, et son père musicien, membre du groupe Dag Vag (en) qui connut un certain succès durant la période ska en Europe en 1979 avec la reprise du morceau de Jonathan Richman (Earl Zero, co-auteur), Egyptian Reggae. Sa famille emménage à Stockholm, et passe régulièrement du temps à Lisbonne et au Maroc en été, et en Inde et au Népal en hiver,. Elle emménage plus tard dans le quartier de Bushwick, dans l'arrondissement de Brooklyn à New York pour trois mois à 19 ans,,. Elle revient dans son pays à 21 ans afin d'enregistrer son premier album. 

### Youth Novels(2008-2010)

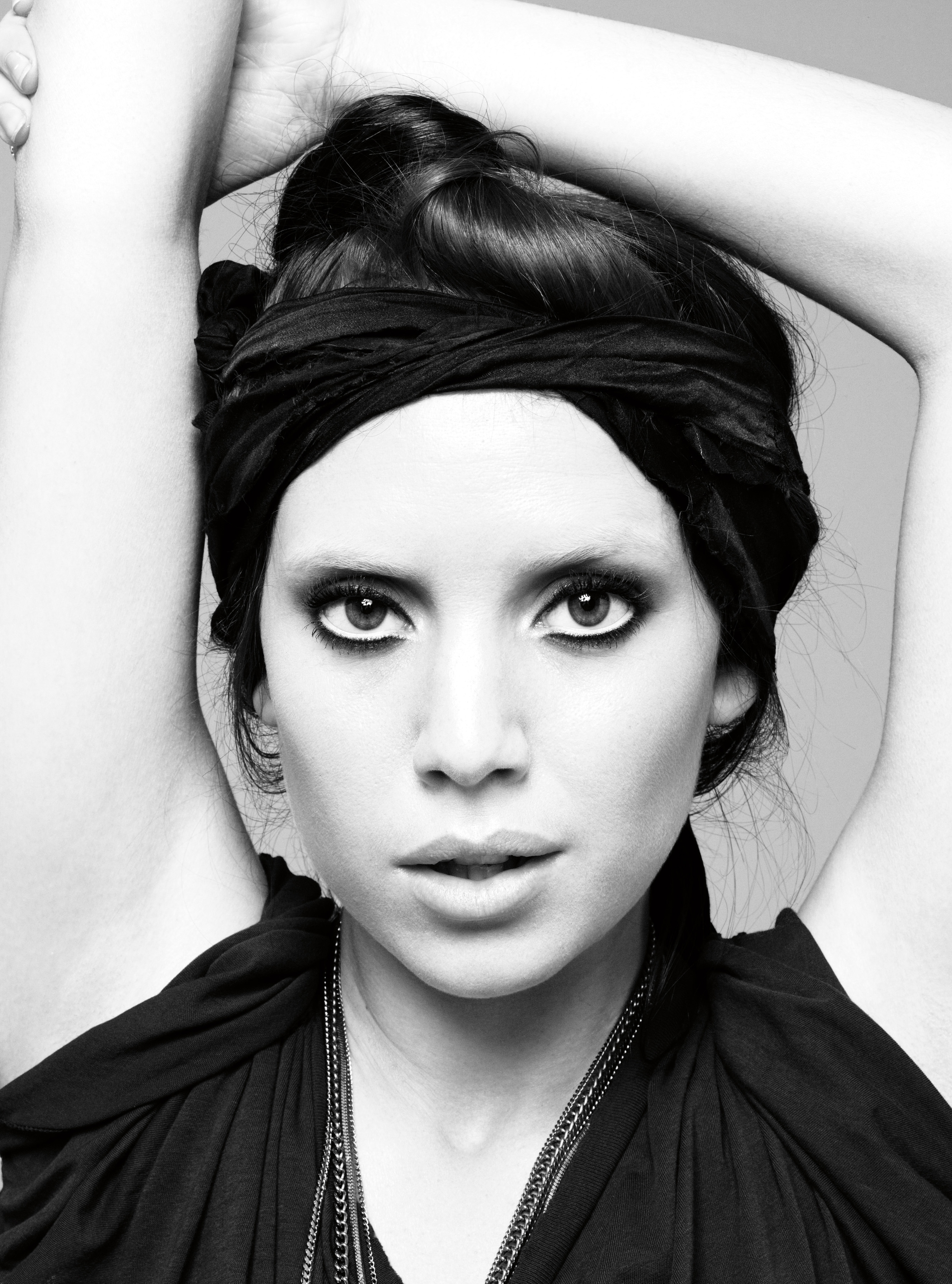
Portrait de Lykke Li.

Lykke Li fait paraître son premier EP, Little Bit, en 2007. Stereogum la décrit comme une artiste à suivre en octobre 2007 et sa musique comme un mélange de soul, d'électro et de « powdered-sugar pop ». Le premier album de Lykke Li, Youth Novels, est distribué par le label LL Recordings dans les pays nordiques le 30 janvier 2008 puis en Europe en juin 2008. L'album est produit par Björn Yttling de Peter Bjorn and John et Lasse Mårtén, et apparemment inspiré d'une ancienne relation. L'album est paru aux États-Unis le 19 août 2008.
Sur scène, ses prestations sont impressionnantes pour le public. Lykke Li voit Youth Novels atteindre la liste des best of de nombreux pays à travers le monde, joue dans des festivals notoires tels que Glastonbury Festival, Coachella Festival, Lollapalooza, et apparaît également dans l'émission Late Night with Conan O’Brien. Elle contribue à l'album éponyme de Kleerup au chant dans la musique Until We Bleed. Elle contribue également à la voix aux côtés de Röyksopp dans leur album Junior et les musiques Miss It So Much et Were You Ever Wanted. Lykke Li apparaît dans l'émission Last Call with Carson Daly le 18 février 2009. Elle reprend la chanson Knocked Up, originellement composé par Kings of Leon. Lykke Li joue au Coachella Valley Music and Arts Festival le 19 avril 2009, et au Lollapalooza le 8 août pour la promotion de son album Youth Novels.
Une version remixée de sa chanson I'm Good, I'm Gone est présentée dans le film d'horreur Sorority Row. La chanson Possibility est composée pour le film Twilight, chapitre II : Tentation.

### Wounded Rhymes(2011-2013)

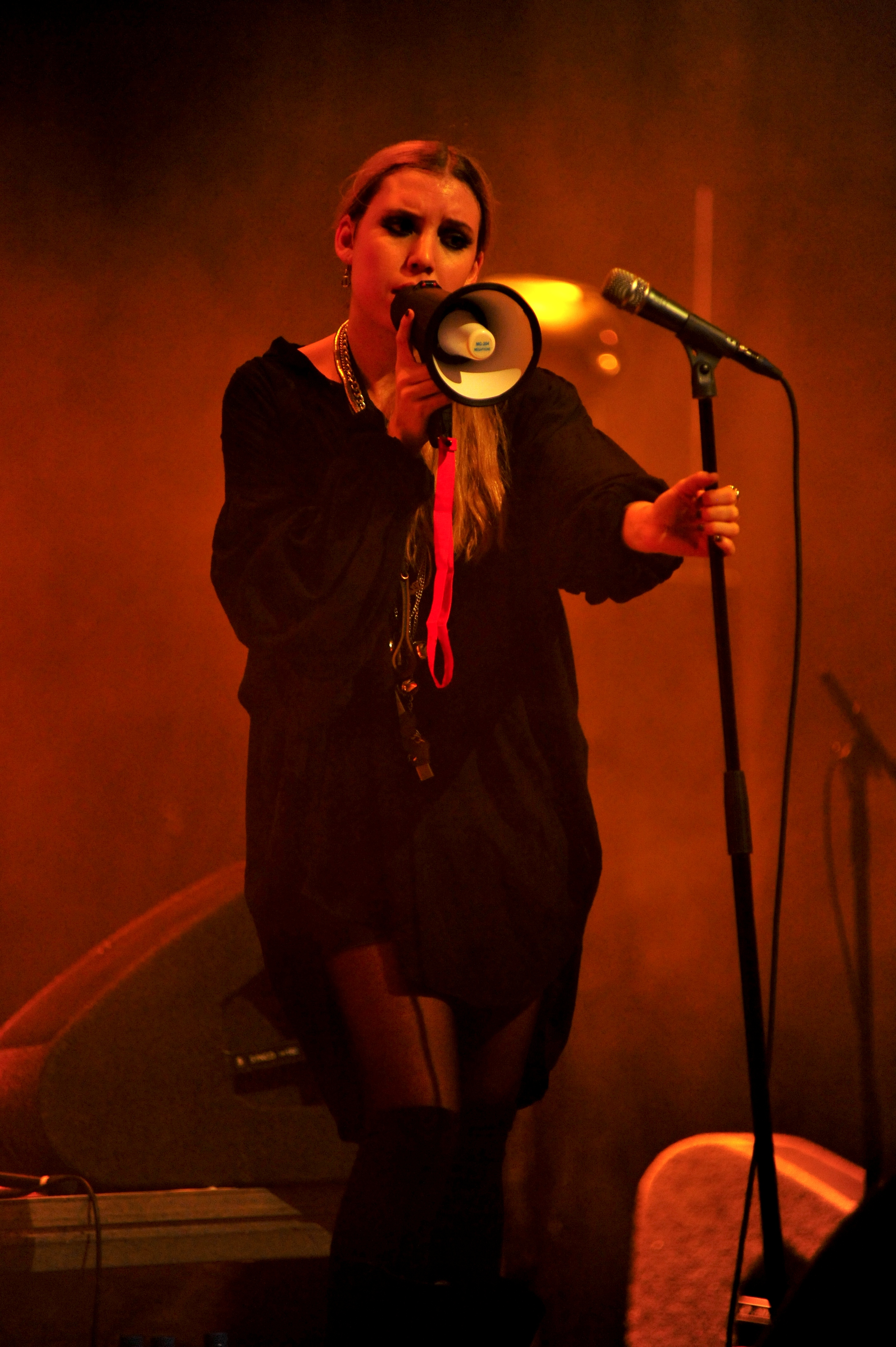
Prestation au Paradiso, 2011.

Son deuxième album Wounded Rhymes est paru en 2011. L'album est classé dans les listes des meilleurs albums composés en 2011, dont celles de Q, Mojo, The Observer, The New York Times, The Huffington Post et Rolling Stone.
Le remix de la chanson I Follow Rivers du producteur et disc-jockey belge The Magician cartonne en Belgique ainsi que dans les pays avoisinants et propulse par la même occasion le single d'origine à la première place du classement des ventes en Belgique, aussi bien en région francophone qu'en région néerlandophone, puis va également atteindre la première place en Allemagne, la deuxième place aux Pays-Bas et en Suisse, et la quatrième place en France. I Follow Rivers (The Magician remix) est présent dans les films De rouille et d'os de Jacques Audiard (2012), et La Vie d'Adèle (récompensé de la Palme d'or en 2013),,.
La chanson Get Some est présente dans le quinzième épisode de la première saison de Hawaii Five-0 originellement intitulée Kai e'e diffusée aux États-Unis le 23 janvier 2011. Elle est également utilisée dans le drama diffusé sur la chaîne ABC Family, Pretty Little Liars, dans le dix-huitième épisode de la seconde saison intitulée A Kiss Before Lying le 30 janvier 2012. Elle est une nouvelle fois utilisée dans la deuxième saison de Vampire Diaries et dans la quatrième saison de Teen Wolf. Elle est utilisée comme l'une des bandes originales du film Premium Rush. La chanson Unrequited Love est utilisée dans la série The Good Wife. Elle est également utilisée dans le dix-septième épisode de la deuxième saison de la série télévisée Glee.
Lykke Li contribue à la compilation Volym 1, en 2012, avec la chanson Come Near. Elle contribue également à une reprise de Silver Springs (en) dans un album à l'honneur de Fleetwood Mac. En 2013, elle participe au second album studio de David Lynch, The Big Dream, en y chantant la chanson I'm Waiting Here.

### I Never Learn(depuis 2014)
Le 4 mars 2014, Lykke Li fait paraître le vidéoclip de son single Love Me Like I'm Not Made of Stone extrait de son troisième album studio I Never Learn. Le 19 mars 2014, elle fait paraître une vidéo de son second single, No Rest For The Wicked.

## Discographie

### Albums studio
| Années | Album          | Meilleure position[réf. nécessaire] | Meilleure position[réf. nécessaire] | Meilleure position[réf. nécessaire] | Meilleure position[réf. nécessaire] | Meilleure position[réf. nécessaire] | Meilleure position[réf. nécessaire] | Meilleure position[réf. nécessaire] | Meilleure position[réf. nécessaire] | Meilleure position[réf. nécessaire] | Meilleure position[réf. nécessaire] | Meilleure position[réf. nécessaire] | Meilleure position[réf. nécessaire] |
| Années | Album          | Suède                               | Finlande                            | Norvège                             | Danemark                            | Pays-Bas                            | Belgique (Fl)                       | Belgique (Wallonie)                 | France                              | Suisse                              | Autriche                            | Australie                           | Nouvelle-Zélande                    |
| ------ | -------------- | ----------------------------------- | ----------------------------------- | ----------------------------------- | ----------------------------------- | ----------------------------------- | ----------------------------------- | ----------------------------------- | ----------------------------------- | ----------------------------------- | ----------------------------------- | ----------------------------------- | ----------------------------------- |
| 2008   | Youth Novels   | 3                                   | —                                   | 36                                  | —                                   | 75                                  | 56                                  | —                                   | 143                                 | —                                   | —                                   | —                                   | —                                   |
| 2011   | Wounded Rhymes | 2                                   | 18                                  | 3                                   | 12                                  | 47                                  | 53                                  | 94                                  | 58                                  | 38                                  | 53                                  | 30                                  | 26                                  |
| 2014   | I Never Learn  | 2                                   | 24                                  | —                                   | —                                   | 60                                  | 47                                  | 54                                  | 60                                  | 25                                  | 50                                  | 38                                  | 60                                  |
| 2018   | So Sad So Sexy | 10                                  | 31                                  | 19                                  | —                                   | 89                                  | 55                                  | 79                                  | 157                                 | 27                                  | —                                   | —                                   | —                                   |
| 2022   | Eyeye          |                                     |                                     |                                     |                                     |                                     |                                     |                                     |                                     |                                     |                                     |                                     |                                     |
|        |                |                                     |                                     |                                     |                                     |                                     |                                     |                                     |                                     |                                     |                                     |                                     |                                     |

### Singles
| Années                                                             | Single                                            | Meilleure position[réf. nécessaire] | Meilleure position[réf. nécessaire] | Meilleure position[réf. nécessaire] | Meilleure position[réf. nécessaire] | Meilleure position[réf. nécessaire] | Meilleure position[réf. nécessaire] | Meilleure position[réf. nécessaire] | Meilleure position[réf. nécessaire] | Meilleure position[réf. nécessaire] | Meilleure position[réf. nécessaire] | Meilleure position[réf. nécessaire] | Meilleure position[réf. nécessaire] | Meilleure position[réf. nécessaire] |
| Années                                                             | Single                                            | Suède                               | Finlande                            | Norvège                             | Danemark                            | Pays-Bas                            | Belgique (Fl)                       | Belgique (Wa)                       | France                              | Allemagne                           | Suisse                              | Autriche                            | Australie                           | Nouvelle-Zélande                    |
| ------------------------------------------------------------------ | ------------------------------------------------- | ----------------------------------- | ----------------------------------- | ----------------------------------- | ----------------------------------- | ----------------------------------- | ----------------------------------- | ----------------------------------- | ----------------------------------- | ----------------------------------- | ----------------------------------- | ----------------------------------- | ----------------------------------- | ----------------------------------- |
| 2008                                                               | Breaking It Up                                    | —                                   | —                                   | —                                   | —                                   | —                                   | —                                   | —                                   | —                                   | —                                   | —                                   | —                                   | —                                   | —                                   |
| 2008                                                               | Little Bit                                        | 20                                  | —                                   | —                                   | —                                   | —                                   | 59                                  | —                                   | —                                   | —                                   | —                                   | —                                   | —                                   | —                                   |
| 2008                                                               | I'm Good, I'm Gone                                | 58                                  | —                                   | —                                   | —                                   | —                                   | 63                                  | —                                   | —                                   | —                                   | —                                   | —                                   | —                                   | —                                   |
| 2009                                                               | Possibility                                       | 59                                  | —                                   | —                                   | —                                   | —                                   | —                                   | —                                   | 166                                 | —                                   | —                                   | —                                   | —                                   | —                                   |
| 2009                                                               | Get Some                                          | —                                   | —                                   | —                                   | —                                   | —                                   | 23                                  | —                                   | —                                   | —                                   | —                                   | —                                   | —                                   | —                                   |
| 2011                                                               | I Follow Rivers                                   | 44                                  | —                                   | —                                   | 40                                  | 2                                   | 1                                   | 1                                   | 4                                   | 1                                   | 2                                   | 12                                  | —                                   | —                                   |
| 2011                                                               | Sadness Is A Blessing                             | —                                   | —                                   | —                                   | —                                   | —                                   | —                                   | —                                   | —                                   | —                                   | —                                   | —                                   | —                                   | —                                   |
| 2013                                                               | Youth Knows No Pain                               | —                                   | —                                   | —                                   | —                                   | —                                   | —                                   | —                                   | —                                   | —                                   | —                                   | —                                   | —                                   | —                                   |
| 2013                                                               | I'm Waiting Here (David Lynch featuring Lykke Li) | —                                   | —                                   | —                                   | —                                   | —                                   | —                                   | —                                   | —                                   | —                                   | —                                   | —                                   | —                                   | —                                   |
| 2013                                                               | No Rest for the Wicked                            | —                                   | —                                   | —                                   | —                                   | —                                   | 59                                  | —                                   | 161                                 | —                                   | —                                   | —                                   | —                                   | —                                   |
| "—" signifie que le single n'est pas classé ou sorti dans le pays. |                                                   |                                     |                                     |                                     |                                     |                                     |                                     |                                     |                                     |                                     |                                     |                                     |                                     |                                     |

Face-B
- I Don't Mind (Jump on It) inclus dans le single en Suède et au Royaume-Uni 2 pistes Tonight'I'm Good, I'm Gone
- After Laughter split single avec El Perro del Mar pour Record Store Day 18 avril 2009
- Until We Bleed – Kleerup avec Lykke Li inclus dans le single en Suède 2 pistes Tonight
- Paris Blue inclus dans le single Get Some

Autres collaborations
- Until We Bleed – Kleerup avec Lykke Li (Kleerup, 2008)
- Gifted – N.A.S.A. avec Kanye West, Santogold & Lykke Li (The Spirit of Apollo, 2009)
- Little Bit – Drake & Lykke Li (So Far Gone, 2009)
- Miss It So Much – Röyksopp avec Lykke Li (Junior, 2009)
- Were You Ever Wanted – Röyksopp avec Lykke Li (Junior, 2009) [Japanese bonus track]
- Knocked Up (Lykke Li vs. Rodeo Remix) – Kings of Leon (Use Somebody, 2008)
- Starchasers (as a sample of "Little Bit") – Charles Hamilton (It's Charles Hamilton, 2008)
- Leaving You Behind – Amanda Blank avec Lykke Li (I Love You, 2009)
- A New Name To Go By - Deportees (Island & Shores, 2011)
- Let Me Go - Logic ft Lykke Li (Young Sinatra, 2011)
- I'm Waiting Here - David Lynch ft Lykke Li (The Big Dream, 2013) [bonus track]
- The Troubles - U2 Feat Lykke Li (Songs of Innocence, 2014)
- Never let you down - Woodkid feat Lykke Li (BO Divergente 2, 2015)
- Late Night Feelings - Mark Ronson feat Lykke Li (Late Night Feelings, 2019)

Reprises
- After Laughter Comes Tears – reprise d'une chanson de Wendy Rene
- Can I Kick It? – reprise d'une chanson de A Tribe Called Quest (regular live cover/performed with Q-Tip at MTVu Awards)
- Cape Cod Kwassa Kwassa – reprise d'une chanson de Vampire Weekend (regular live cover)
- Hustlin' – reprise d'une chanson de Rick Ross
- Knocked Up – reprise d'une chanson de / collaboration Kings of Leon
- A Milli – reprise d'une chanson de Lil Wayne
- Velvet – reprise d'une chanson de The Big Pink
- Will You Still Love Me Tomorrow? – reprise d'une chanson de The Shirelles

Clip vidéo
| Année | Chanson               | Réalisateur                             |
| ----- | --------------------- | --------------------------------------- |
| 2008  | Breaking It Up        | Sarah Chatfield                         |
| 2008  | Little Bit            | Mattias Montero                         |
| 2008  | I'm Good, I'm Gone    | Mattias Montero                         |
| 2010  | Possibility           | Marcus Palmqvist and Frode Fjerdingstad |
| 2010  | Get Some              | Johan Söderberg                         |
| 2011  | I Follow Rivers       | Tarik Saleh                             |
| 2011  | Sadness Is a Blessing | Tarik Saleh                             |